# Episkopí (Chersónissos, Réthymnon)
Pour l’article homonyme, voir Episkopí (Limassol).
Episkopí (grec moderne : Επισκοπή) est un village de Crète, en Grèce. Il est situé dans le nome de Rethymnon, à environ 22 kilomètres à l'ouest de Réthymnon. À une altitude d'environ 120 mètres, le village domine la côte nord de l'île, située en contrebas. La population est de 609 habitants.